# Olchowatka (Kaliningrad)
Olchowatka (russisch Ольховатка, deutsch Walterkehmen, 1938 bis 1946 Großwaltersdorf, litauisch Valterkiemis) ist ein Ort in der russischen Oblast Kaliningrad (Gebiet Königsberg (Preußen)) und gehört zum Gussewski gorodskoi okrug (Stadtkreis Gussew (Gumbinnen)).

## Geographische Lage
Olchowatka liegt an der Rominte (russisch: Krasnaja), zwölf Kilometer südöstlich der Stadt Gussew (Gumbinnen). Durch den Ort verläuft die Regionalstraße 27A-011 (ehemalige deutsche Reichsstraße 132), die Gussew mit dem polnischen Gołdap (Goldap) verbindet. Innerorts endet eine von Jasnaja Poljana (Trakehnen) bzw. Nowostroika kommende Nebenstraße (27K-327), außerdem eine von Dubrawa (Buylien, 1938 bis 1946 Schulzenwalde) hierher führende Landwegverbindung. Vor 1945 war der Ort Bahnstation an der Bahnstrecke Gumbinnen–Goldap über Tollmingkehmen (1938 bis 1946: Tollmingen, heute russisch: Tschistyje Prudy).

## Geschichte
Der um 1554 gegründete und damals Walterkiem genannte Ort war ab 1607 ein evangelisches Kirchdorf. Eingegliedert war das Vorwerk Emilienhof. Am 18. März 1874 wurde der Ort Amtsdorf und damit namensgebend für einen Amtsbezirk. Er bestand – 1939 in „Amtsbezirk Großwaltersdorf“ umbenannt – bis 1945 und gehörte zum Kreis Gumbinnen im Regierungsbezirk Gumbinnen der preußischen Provinz Ostpreußen.
Walterkehmen zählte im Jahre 1910 386 Einwohner. Sie vergrößerte sich am 30. September 1928, als der Gutsbezirk Klein Tellitzkehmen (1938 bis 1946: Klei Tellrode, heute nicht mehr existent) eingemeindet wurde. Die Einwohnerzahl belief sich 1933 auf 502 und betrug 1939 noch 478.
Am 3. Juni – amtlich bestätigt am 16. Juli – des Jahres 1938 wurde Walterkehmen in „Großwaltersdorf“ umbenannt. Grund war die politisch-ideologische Abwehr fremdländisch klingender Ortsnamen. 1945 kam der Ort in Kriegsfolge mit dem ganzen nördlichen Ostpreußen zur Sowjetunion. 1946 erhielt der Ort die russische Bezeichnung „Olchowatka“ und wurde dem Lipowski selski sowjet (Dorfsowjet Lipowo (Kulligkehmen, 1938 bis 1946 Ohldorf)) im neu geformten Rajon Gussew (Landkreis Gumbinnen) zugeordnet. Aufgrund einer umfassenden Struktur- und Verwaltungsreform wurde Olchowatka 2008/09 eine als „Siedlung“ (russisch: possjolok) eingestufte Ortschaft im Verbund der neu geschaffenen Kalininskoje selskoje posselenije (Landgemeinde Kalininskoje (Augstupönen, 1938 bis 1946 Hochfließ)), die 2013 im Gussewski gorodskoi okrug (Stadtkreis Gussew) aufging. Aktuell (Stand: 1. Oktober 2021) zählt Olchowatka 485 Einwohner.

### Amtsbezirk Walterkehmen (Großwaltersdorf), 1874–1945
Zum Amtsbezirk Walterkehmen (1939 bis 1945: Amtsbezirk Großwaltersdorf) gehörten bei seiner Errichtung elf, am Ende noch neun Gemeinden:
| Ortsname                  | Änderungsname 1938 bis 1946 | Russischer Name | Bemerkungen                         |
| ------------------------- | --------------------------- | --------------- | ----------------------------------- |
| Groß Tellitzkehmen        | Tellrode                    | Olchowatka      |                                     |
| Jockeln                   |                             | Kirpitschnoje   | 1928 nach Schestocken eingemeindet  |
| Jodszen 1936–38: Jodschen | Schwarzenau (Ostpr.)        | Dworiki         |                                     |
| Klein Tellitzkehmen       | Klein Tellrode              |                 | 1928 nach Walterkehmen eingemeindet |
| Matzutkehmen              | Matzhausen                  | Retschiza       |                                     |
| Pillkallen                | Hoheneck                    | Tolstowo        |                                     |
| Praßlauken                | Praßfeld                    | Murawjowo       |                                     |
| Rödszen 1936–38: Rödschen | Röden                       | Gajewo          |                                     |
| Samelucken                | Brückental (Ostpr.)         |                 |                                     |
| Schestocken               | Peterstal                   | Schipownikowo   |                                     |
| Walterkehmen              | Großwaltersdorf             | Olchowatka      |                                     |

Am 1. Januar 1945 bildeten den Amtsbezirk nur noch die Gemeinden Brückental, Großwaltersdorf, Hoheneck, Matzhausen, Peterstal, Praßfeld, Röden, Schwarzenau und Tellrode.

## Kirche

### Kirchengebäude
Bei der Kirche Walterkehmen handelt es sich um ein 1717 errichtetes und 1914 bei der Schlacht bei Gumbinnen zerstörtes Gebäude, das in den Jahren 1925/26 wieder aufgebaut wurde. Nach Beschädigungen im Zweiten Weltkrieg wurde es nicht mehr für Gottesdienstzwecke, wohl aber als Mischfutterlagerhalle mit dadurch bedingten Umbauten genutzt.

### Kirchengemeinde
Die evangelische Kirchengemeinde Walterkehmen wurde im Jahre 1607 gegründet und gehörte vor 1945  zum Kirchenkreis Gumbinnen in der Kirchenprovinz Ostpreußen der Kirche der Altpreußischen Union. Im Jahre 1925 zählte das Kirchspiel 4.600 Gemeindeglieder, die in mehr als dreißig Kirchspielorten wohnten.
Flucht und Vertreibung der einheimischen Bevölkerung sowie die nachfolgende restriktive Kirchenpolitik der Sowjetunion brachten das kirchliche Leben in Olchowatka zum Erliegen. Heute liegt der Ort im Einzugsgebiet der in den 1990er Jahren neu entstandenen evangelisch-lutherischen Gemeinde in Dubrawa (Buylien, 1938 bis 1945 Schulzenwalde) innerhalb der Propstei Kaliningrad (Königsberg) der Evangelisch-lutherischen Kirche Europäisches Russland.

## Schule
In Walterkehmen unterrichteten vor 1945 drei Lehrer an einer dreiklassigen Volksschule. Das Schulgebäude war 1914 neu erbaut worden.

## Persönlichkeit

### Mit dem Ort verbunden
- Johannes Blaskowitz (1883–1948), deutscher Heeresoffizier, besuchte als Sohn des Ortspfarrers zwischen 1889 und 1897 die Volksschule in Walterkehmen